# Tereza Boehmová
Tereza Boehmová (* 9. října 1976, Praha) je česká novinářka, spisovatelka, bloggerka a bývalá administrátorka blogu iDNES.cz.

## Biografie
Tereza Boehmová vystudovala žurnalistiku a Masovou komunikaci na Fakultě sociálních věd Univerzity Karlovy.
Absolvovala stáž v Lidových novinách, pracovala pro českou redakci BBC a byla výkonnou ředitelkou Fóra žen. Rok žila v USA, kde studovala Women Studies na University of Washington v Seattlu. V roce 2003 nastoupila do MF DNES jako editorka rubriky Názory. Během mateřské dovolené s dcerou Annou publikovala fejetony v různých časopisech a začala psát blogy pro idnes.cz
V soutěži o bloggera roku 2007 se umístila na 3. místě. V roce 2008 se stala administrátorkou blogu iDNES.cz a od dubna 2009 pracovala jako koordinátorka vzdělávacích projektů Mladé fronty Dnes a iDNES.cz.
16. října 2009 ji vyšla první kniha fejetonů o mateřství s názvem Matka z cukru a oceli s předmluvou známé spisovatelky Ivy Pekárkové a kresbami karikaturisty a kreslíře komiksů Štěpána Mareše. Kniha se dočkala dvou dotisků.
V roce 2010 se Tereze Boehmové narodila druhá dcera Emma a zároveň dokončila druhou knihu. Tentokrát pohádky pro děti s názvem Zajíček Zlobílek, hluchý drak, natahovací Mařenka a jiné pohádkové příběhy. Kniha s ilustracemi Radka Mikuláše vyšla na konci října 2010 u nakladatelství Computer Press. Knihu pokřtili: moderátor Václav Moravec, spisovatel Jan Jandourek, novinářka Barbora Osvaldová, ilustrátor Radek Mikuláš a hudebník Patrik Banga.
Tereza Boehmová je autorkou článku „Špindl, Špindl velkej švindl… Nejezděme tam, kde nás drze obírají!“, který vyšel v lednu 2014 a vyvolal diskusi na téma hoteliérství, pohostinství a kvalita lyžařských center v Česku. Text převzala i tištěná MF DNES, má přes 159 000 přečtení.
Antirasistický text „O rasismu a antisemitismu v Česku aneb když se zrůdy baví…“ má 250 000 přečtení. Na základě textu se podařilo „rasistickou“ a antisemitskou stránku "Citáty vo hovně" zrušit.
Tři pohádky z knihy Zajíček Zlobílek, hluchý drak, natahovací Mařenka a jiné pohádkové příběhy si během roku 2016 vybrala ke zpracování Česká televize v pořadu Malovaná čítanka.
V letech 2007-2017 Tereza Boehmová působila na blogu iDNES.cz jako administrátorka blogů, tuto spolupráci ukončila v květnu 2017 na protest proti zasahování majitele MF DNES Andreje Babiše do obsahu novin MF DNES. Rozhodnutí zdůvodnila v textu a v diskusi pod článkem: „Po 10 letech odcházím z pozice administrátorky blogu iDNES.cz“.
V září 2018 jí vyšla třetí kniha (druhá kniha pohádek) - Zuzanka a Goldýš, kterou 18.10. 2018 v Neoluxoru na Václavském náměstí pokřtili hudebníci Ondřej Soukup a František Soukup, spisovatelka Marta Kučíková a moderátorka ČT Barbora Kroužková. Zuzanka a Goldýš je kniha pohádek pro děti vě věku mezi 5-12 lety. Hlavní postavou je holčička Zuzanka a plyšový pes Goldýš, který v noci ožívá a bere Zuzanku do různých pohádkových zemí, kde zažívají dobrodružství. Zároveň se v rámcovém příběhu, který se prolíná knížkou, snaží usmířit Zuzky hádavé rodiče. Každá pohádka končí zábavnými úkoly pro děti nebo jednoduchou hrou. Vydává nakladatelství Knihovnice.cz.
Spolupracovala s týdeníkem Reflex.
Od listopadu 2018 spolupracuje s Aktuálně.cz rubrikou názory a komentáře a od roku 2019 také s rubrikou názory na serveru Seznam Zprávy.
Zároveň od roku 2016 vede společně s doc. Barborou Osvaldovou na FSV UK praktický seminář pro studenty žurnalistiky - výroba a editace fakultního čtrnáctideníku FLEŠ.